# Піщанка (станція)
Піщанка (рос. Песчанка) — станція Читинського регіону Забайкальської залізниці Росії, розташована на дільниці Заудинський — Каримська між станціями Антипиха (відстань — 3 км) і Атамановка (7 км). Відстань до ст. Заудинський — 558 км, до ст. Каримська — 87 км.